# Kali-Yuga

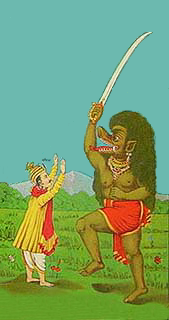
Dämon von Kali-Yuga

Kaliyuga (Sanskrit, n., कलियुग, kaliyuga wörtlich „Zeitalter des Kali“, „Zeitalter des Streites“) ist die Bezeichnung für das letzte von vier Zeitaltern, den Yugas in der hinduistischen Kosmologie. Es gilt als das Zeitalter des Verfalls und Verderbens. Als solches wurde es oftmals zu dem von Hesiod in der Theogonie geschilderten griechischen Eisernen Zeitalter in Beziehung gesetzt und auch „Eisernes Zeitalter“ genannt. Die anderen drei Zeitalter heißen Satya-Yuga (oder Krita Yuga), Treta-Yuga und Dvapara-Yuga.
Herr über diese Zeit ist der schwarze apokalyptische Dämon Kali, laut Vishnu Purana die negative Manifestation von Vishnu, der in dieser Form für die Zerstörung des Universums zuständig ist. Kaliyuga wird (fälschlicherweise) auch oft mit der Göttin Kali (kālī) assoziiert, die generell für dunkle, materielle Aspekte steht. Kali bezeichnet auch die mit einem Punkt bezeichnete Verliererseite des Spielwürfels.
Nach der buddhistischen Kosmologie bezeichnet ein solches finsteres Zeitalter die vierte und letzte größere Zeitperiode eines Zeitabschnitts von zirka 432.000 Jahren, nach der Geburt eines Buddhas bis zum Erscheinen eines neuen Buddhas.
Die hinduistischen und buddhistischen Bezeichnungen für Kaliyuga beziehen sich prinzipiell auf dieselbe Sache – ein letztes Zeitalter von vier. Unterschiedlich ist jedoch die jeweils angegebene Länge, die im Hinduismus einen Umfang zwischen 1.200 und 360.000 „Menschenjahren“ erreichen kann. Unklar ist dabei oft, ob „Menschenjahre“ oder die viel länger dauernden „Götterjahre“ gemeint sind. Neben anderen Schriften beschäftigen sich besonders das Vishnu Purana sowie die Manusmrti mit diesem Thema.

## Zeitalter des Niedergangs
Gemäß der Überlieferung degeneriert das Zeitalter nach dem Erscheinen eines lehrenden Buddhas schrittweise. Nach einem als golden, silbern und kupfern bezeichneten Zeitalter befinden wir uns heute im sogenannten „eisernen Zeitalter“, in der die äußere Welt als auch die geistige Verfassung der Wesen sehr stark von den drei Wurzel-Geistesgiften Hass, Gier und Verwirrung betroffen sind. Das „schwarze Zeitalter“ ist daher in stärkerem Maße von Krieg und weit verbreitetem Leid betroffen, als die vorausgegangenen Zeitalter es waren. Es wird auch als das „Zeitalter des Niedergangs“ bezeichnet. In einem solchen Zeitalter haben nur noch wenige Wesen die Fähigkeit, Meditation zur geistigen Entwicklung auszuüben und bedürfen sehr kraftvoller Methoden, um den Geist zur vollen Erleuchtung zu führen.

## Ende des Kali Yuga
Was nach dem Ende des Kali Yuga folgt, ist umstritten. In hinduistischer Überlieferung sind mehrere Möglichkeiten offen:
1. Ein neues Goldenes Zeitalter (Satya Yuga) erscheint unmittelbar und ersetzt Unordnung und Leid augenblicklich durch „göttliche“ Ordnung und Wissen.
2. Ein langsamer Aufstieg durch ein neues Dvapara und Treta Yuga bis hin zu einem neuen Satya Yuga vollzieht sich analog zu dem vorangegangenen Abstieg.[4]

Im Buddhismus wie auch dem Jainismus nimmt das letzte und dunkle Zeitalter generell eine eschatologische Färbung an und wird den Heils- und Erlösungslehren angepasst. Am Ende eines schwarzen Zeitalters erscheint nach buddhistischer Überlieferung ein neuer Buddha, der erneut erleuchtete Lehren verkündet, worauf ein neues Zeitalter der Wahrheit (satya yuga) anbricht. In einem Zeitalter der Wahrheit finden die Wesen leicht Zugang zu spiritueller Praxis, und der Geist der Wesen ist nur wenig durch Geistesgifte verschleiert. In diesem Äon (Sanskrit kalpa) werden nach der Legende 1.000 Buddhas erscheinen, die das „Rad der Lehre“ erneut in Bewegung setzten. Nach der buddhistischen Überlieferung war Buddha Schakyamuni (563 v. Chr.) der vierte Buddha, der in diesem Äon erschienen ist. Das Erscheinen des fünften Buddhas mit Namen Maitreya ist für wenige Jahrhunderte vorhergesagt. Der letzte von 1.000 Buddhas dieses Äons wird am Ende einer unfassbar langen Zeitspanne den Namen Möpa (tibet. „Vollendung“) tragen. Damit schließt sich nach der Überlieferung der glückliche Zeitzyklus dieses Äons, und die Welt, wie wir sie kennen, wird vernichtet werden.